# 米西克 (密歇根州)
米西克（英語：Mesick，/ˈmiːsɪk/ MEE-sick）是位於美國密歇根州韋克斯福德縣安條克鎮區及斯普林維爾鎮區的一個村。

## 历史
Mesick 于 1890 年首次在斯普林维尔镇的托莱多、安娜堡和北密歇根铁路沿线定居。该社区于 1891 年 1 月 9 日收到了邮局，亨利·布鲁克斯 （Henry Brooks） 担任第一任邮政局长。Mesick 于 1901 年合并为一个村庄。

## 人口
根據2020年美國人口普查的數據，米西克的面積為3.46平方千米，當中陸地面積為3.44平方千米，而水域面積為0.02平方千米。當地共有人口397人，而人口密度為每平方千米114人。